# Unihertz
 (juin 2024).
La mise en forme du texte ne suit pas les recommandations de Wikipédia : il faut le « wikifier ».
Les points d'amélioration suivants sont les cas les plus fréquents. Le détail des points à revoir est peut-être précisé sur la page de discussion.
- Les titres sont pré-formatés par le logiciel. Ils ne sont ni en capitales, ni en gras.
- Le texte ne doit pas être écrit en capitales (les noms de famille non plus), ni en gras, ni en italique, ni en « petit »…
- Le gras n'est utilisé que pour surligner le titre de l'article dans l'introduction, une seule fois.
- L'italique est rarement utilisé : mots en langue étrangère, titres d'œuvres, noms de bateaux, etc.
- Les citations ne sont pas en italique mais en corps de texte normal. Elles sont entourées par des guillemets français : « et ».
- Les listes à puces sont à éviter, des paragraphes rédigés étant largement préférés. Les tableaux sont à réserver à la présentation de données structurées (résultats, etc.).
- Les appels de note de bas de page (petits chiffres en exposant, introduits par l'outil «  Source ») sont à placer entre la fin de phrase et le point final[comme ça].
- Les liens internes (vers d'autres articles de Wikipédia) sont à choisir avec parcimonie. Créez des liens vers des articles approfondissant le sujet. Les termes génériques sans rapport avec le sujet sont à éviter, ainsi que les répétitions de liens vers un même terme.
- Les liens externes sont à placer uniquement dans une section « Liens externes », à la fin de l'article. Ces liens sont à choisir avec parcimonie suivant les règles définies. Si un lien sert de source à l'article, son insertion dans le texte est à faire par les notes de bas de page.
- La présentation des références doit suivre les conventions bibliographiques. Il est recommandé d'utiliser les modèles {{Ouvrage}}, {{Chapitre}}, {{Article}}, {{Lien web}} et/ou {{Bibliographie}}. Le mode d'édition visuel peut mettre en forme automatiquement les références.
- Insérer une infobox (cadre d'informations à droite) n'est pas obligatoire pour parachever la mise en page.

Pour une aide détaillée, merci de consulter Aide:Wikification.
Si vous pensez que ces points ont été résolus, vous pouvez retirer ce bandeau et améliorer la mise en forme d'un autre article.
 (juin 2024).
Unihertz est un fabricant chinois de smartphones dont le siège est à Shanghai, en Chine. La société fabrique des appareils mobiles fonctionnant sous Android, destinés à des publics de niche, utilisant des fonctionnalités de conception telles que des claviers physiques, des facteurs de forme compacts et une robustesse. La marque a été financée via la plateforme Kickstarter et a lancé 8 campagnes entre 2017 et 2022. Le premier produit de l'entreprise était le Jelly en 2017, collectant plus de 1,25 million de dollars grâce au financement participatif.

## Entreprise
Unihertz a été fondée sous le nom d'Unihertz E-Commerce Co., Ltd. en 2016, par Stephen Xu (PDG). Unihertz a obtenu une marque de l'Office des brevets et des marques des États-Unis (USPTO) le 4 octobre 2016, une marque de l'Office de l'Union européenne pour la propriété intellectuelle (EUIPO) le 28 juillet 2016, et un brevet américain le 25 décembre 2018.

## Smartphones à financement participatif
Unihertz attire l'attention en 2017 avec le lancement d'un projet de financement participatif pour un smartphone Android de la taille d'une carte de crédit nommé Jelly ; le projet Kickstarter atteint son objectif de 30 000 $ en moins d'une heure, et rassemble finalement 1,25 million de dollars américains,. Une autre campagne Kickstarter est créée par la suite pour collecter des fonds pour l'Atom, un appareil de taille similaire avec une conception plus robuste. En 2019, Unihertz lance le Titan, doté d'un clavier QWERTY physique.
Unihertz lance plusieurs projets de financement participatif pour les modèles suivants, notamment le smartphone robuste talkie-walkie Atom XL avec un écran de 4 pouces, le Jelly 2 – un mini téléphone complet avec un écran de 3 pouces, le Titan Pocket – un smartphone avec clavier QWERTY compact, le TickTock, un téléphone robuste 5G avec double écran, et le Titan Slim, leur dernier téléphone QWERTY en 2022. 
| Modèle            | Principales caractéristiques | Réussite du financement participatif                 | Date de sortie |
| ----------------- | --- | ---------------------------------------------------- | -------------- |
| Jelly / Jelly Pro | Le premier projet de l'entreprise sur la plateforme de financement participatif. Il était à ce moment-là le smartphone 4G le plus petit du marché, avec un écran de 2,45 pouces. Il fonctionnait sous Android 7.0, et a ensuite été mis à jour vers Android 8.1. Le smartphone a également été mis en vente sur Indiegogo.                                                         | 1.25 million de dollars américains 10 964 financeurs | 2017           |
| Atom              | La version robuste de Jelly. L'Atom est certifié IP68 avec un écran de la même taille que celui du Jelly. Sorti pour la première fois avec Android 8.1 et mis à jour ultérieurement vers Android 9. L'Atom dispose d'une batterie de 2 000mAh. | 1.29 million de dollars américains 5 310 financeurs  | 2018           |
| Titan             | Le Titan est le premier smartphone QWERTY d'Unihertz fonctionnant sous Android. Il est conforme à la norme IP67, dispose d'une batterie d'une capacité de 6 000 mAh et d'un design robuste. Il a été initialement lancé avec Android 9, puis mis à jour avec Android 10. | 776 mille dollars américains 3 085 financeurs        | 2019           |
| Atom XL/L         | L'Atom XL et l'Atom L sont des versions améliorées de l'Atom, avec un écran plus grand de 4 pouces et une batterie de 4 300 mAh. Unihertz met l'accent sur la facilité d'utilisation à une main de ce téléphone. La seule différence entre le XL et le L est la fonction talkie-walkie. Initialement commercialisé sous Android 10, il a ensuite été mis à niveau vers Android 11. | 568 mille dollars américains 2 341 financeurs        | 2020           |
| Jelly 2           | Jelly 2 est le successeur de la première génération de Jelly. Il fonctionne sous Android 10 et dispose d'une batterie d'une capacité de 2 000 mAh. Une mise à jour vers Android 11 a été publiée depuis. | 979 000 dollars américains 5 343 financeurs          | 2020           |
| Titan Pocket      | Le Titan Pocket est un smartphone QWERTY sous Android destiné aux amateurs de clavier physique. Il est plus petit que le précédent Unihertz Titan et est équipé d'Android 11. Le Titan Pocket dispose d'une batterie de 4.000mAh. | 794 mille dollars américains 3 425 financeurs        | 2021           |
| TickTock          | Smartphone 5G renforcé avec une batterie de 6 000 mAh, doté d'un double écran et fonctionnant sous Android 11. Son public cible est constitué de personnes qui pratiquent des activités de plein air et qui restent souvent dehors ou qui voyagent pendant des jours. | 184 mille dollars américains 608 financeurs          | 2022           |
| Titan Slim        | Le Titan Slim adopte un écran rectangulaire. Il est plus étroit que les modèles QWERTY précédents, avec l'objectif déclaré d'être plus facile à tenir et à utiliser parmi la série Titan. Il est équipé d'Android 11 et d'une batterie de 4100mAh. | 589 mille dollars américains 2 281 financeurs        | 2022           |

## Autres téléphones intelligents
Unihertz possède une usine de fabrication de smartphones auto-exploitée avec une ligne de production complète. L'entreprise lance également des produits complémentaires à sa série de produits phares lorsqu'elle dispose de fonds suffisants. Les exemples incluent la série d'appareils Tank, une gamme de téléphones mobiles robustes et le téléphone Luna.